# Muleshoe
Muleshoe é uma cidade localizada no estado norte-americano de Texas, no Condado de Bailey.

## Demografia
Segundo o censo norte-americano de 2000, a sua população era de 4530 habitantes.
Em 2006, foi estimada uma população de 4486, um decréscimo de 44 (-1.0%).

## Geografia
De acordo com o United States Census Bureau tem uma área de
8,9 km², dos quais 8,9 km² cobertos por terra e 0,0 km² cobertos por água. Muleshoe localiza-se a aproximadamente 1156 m acima do nível do mar.

## Localidades na vizinhança
O diagrama seguinte representa as localidades num raio de 36 km ao redor de Muleshoe.